# Бжузкі (гміна Попув)
Бжузкі (пол. Brzózki) — село в Польщі, у гміні Попув Клобуцького повіту Сілезького воєводства.
Населення — 208 осіб (2011).
У 1975-1998 роках село належало до Ченстоховського воєводства.

## Демографія
Демографічна структура станом на 31 березня 2011 року:
|          | Загалом | Допрацездатний вік | Працездатний вік | Постпрацездатний вік |
| -------- | ------- | ------------------ | ---------------- | -------------------- |
| Чоловіки | 102     | 15                 | 69               | 18                   |
| Жінки    | 106     | 19                 | 54               | 33                   |
| Разом    | 208     | 34                 | 123              | 51                   |